# Montchaude
Montchaude är en kommun i departementet Charente i regionen Nouvelle-Aquitaine i västra Frankrike. Kommunen ligger  i kantonen Barbezieux-Saint-Hilaire som ligger i arrondissementet Cognac. År 2018 hade Montchaude 492 invånare.

## Befolkningsutveckling
Antalet invånare i kommunen Montchaude
Referens:INSEE